# Spil og lege (lakota-indianere)
Lakotaernes traditionelle spil og lege var underholdende tidsfordriv for især pigerne og drengene i stammens lejre gennem generationer. Samtidig skærpede de børnenes sanser og koncentration, udviklede deres kroppe og trænede dem til deres fremtidige roller i voksenlivet.

## Generelt om lakotaernes spil og lege
Lakotaen George Bushotter skrev som den første udførligt om sit folks spil og lege sidst i 1800-tallet.:18  Han kendte til 57 rene børnelege, mens fem lege eller spil var underholdende aktiviteter dyrket af både voksne og børn. Piger og drenge legede gerne adskilt; en nødvendig undtagelse var under aftenlegen ”at gøre kur til kvinderne”.:330  Enkelte lege var udelukkende for drenge (som at lege soldans) eller piger (som at lege mødre med småbørn og huslige pligter).:329  Visse lege skulle leges på særlige tidspunkter af døgnet (som at lege spøgelse om aftenen),:330  mens nogle lege kun blev leget på en bestemt årstid (f.eks. ”gåsemor og hendes gæslinger” der forgik ude i en å eller flod om sommeren).:336 
En mere fuldstændig liste over lakotaernes traditionelle spil og lege indeholder over 100 forskellige fritidsaktiviteter for både børn og voksne.:15 Lakotaerne havde mange af legene og spillene til fælles med andre stammer.

## Lege leget af både piger og drenge, men hver for sig
Pigerne eller drengene legede, at de var pakheste og bar rundt på en oppakning.:329 
Et stort bisonskind holdt udspændt af flere stående børn i en rundkreds blev forvandlet til en slags trampolin, hvor en dreng eller pige rytmisk blev kastet op i luften. Vedkommende fik lov til at hoppe, så længe han/hun holdt sig på fødderne; ellers blev hopperen viklet ind i skindet som straf og trukket rundt i græsset.:16 
Med to læderreb kastet op om en gren lavede børnene en gynge (uden siddebræt). Med fire reb om en tyk gren kunne flere børn gynge på én gang, mens de sad på et tæppe. En efterårs-leg.:329 
Om vinteren kælkede børnene.:330  Sammenbundne ribben fra en bison fungerede som en en-personers kælk.:16  Et bisonskind duede også som et glat underlag at kure ned ad en snebakke på.:20 
Børnene legede spøgelse et stykke væk fra lejren om aftenen. ”Spøgelset” kunne male sig hvid på overkroppen og sort mellem ribbenene og fløjte, som børnene forestillede sig et spøgelse ville gøre.:330 
Gemmeleg kunne leges året rundt. Et fløjt betød, at alle nu havde gemt sig og skulle findes. De fundne piger eller drenge vandrede i gåsegang bag finderen, til alles skjulested var afsløret.
Børnene legede hellige mænd eller kvinder med magiske evner i en lille tipi stillet op på et afsides sted. De helbredte syge, eller de gav forelskede drenge eller piger hemmelige midler til at tryllebinde og vinde deres udkårnes hjerte.:331 

## En pigeleg
Pigerne stod klar til til at gå i gåsegang med en hånd på skulderen af pigen foran. Mens de sang ”rådyrerne følger efter hinanden” slyngede kæden af børn sig vej gennem lejren.:492 

## Lege leget på bestemte årstider af drenge
Om foråret delte drengene sig i to grupper og legede krig. Med en trækniv skalperede de en overvundet fjende og råbte sejrsråbet ”anhe”. Drenge, der let blev hidsige, blev holdt udenfor legen.:333 
”Flettet ring” (tahuka sangleska) var et uhyre populært spil om foråret blandt både drenge og mænd i mange aldre.:17  Man trillede en skindomviklet ring af en bøjet gren hen over en egnet bane. I ringens hul var der flettet et luftigt fletværk af tynde snore med et åbnet felt i midten af nettet. Med ringen i bevægelse gik det ud på at kaste en tilspidset stav gennem ringen så tæt på det åbne felt (”hjertet”) som muligt. Et konkurrencepræget spil, hvor man kunne indgå væddemål.:334 
En variant af ringspillet blev kaldt ”Stav og ring-spillet” eller ”Stor ring” (painyankapi). En trillende ring med en stor diameter skulle rammes i bestemte, markerede afsnit af ringen med en kastet dobbeltstav. Spillet havde magiske eller ceremonielle undertoner, idet antallet af bisoner på prærien steg, når spillet var i gang.:25 
Sommerlegen ”gåsemor og hendes gæslinger” foregik ude i en å eller flod. En ”jæger” prøvede at fange ”gåsemor”, der svømmede omkring med plaskende lyde. Når det lykkedes, pressede han den fangnes hoved ned under vandet lige så mange gange, som der var deltagende ”gæslinger”. Drengenes mødre brød sig ikke om denne leg.:336 
Ved stærk vind om efteråret lavede drengene en ring eller et hjul af en bøjelig gren og lod vinden blæse ringen afsted. Selv løb de bagefter og prøvede at være den første til at fange den.:337 
Om vinteren konkurrerede drengene om at få en særligt tillavet stav til at glide længst hen over isen på en frossen flod eller en glidebane af sne. Staven kunne være lavet med et udskåret slangehoved forrest, og spillet blev populært kaldt ”sne-slange”.:338 

## Andre drengelege
”Følg lederen” gik ud på at følge lige efter den forreste af flere drenge i gåsegang. Anføreren skulle prøve at ryste de andre af på sin snirklede gang rundt i området ved f.eks. at balancere på faldne træer og springe fra sten til sten over åløb. Drengene skiftedes til at være leder.:340 
Drengede legede unkcela pte (kaktus-bison) ved først at stikke en lille kaktus øverst på en gren og forestille sig, at den var en bison. En hurtigløber løb med kaktussen løftet højt i vejret, mens resten af drengene skød til måls efter den med bue og pil. Når nogen ramte, prøvede hurtigløberen at ”stange” de flygtende bueskytter med kaktussen, som om han var en skamskudt bison.:15 

## Andre spil
”Spille med knogler af rådyr” krævede en rekvisit: På en tilpas lang snor med en knude i enden trak man fem små knoglestykker af et rådyr. Hver benstump var forsynet med et lille hul helt igennem den på tværs af hullet til snoren. Benstumperne skulle frit kunne glide op og ned ad snoren uafhængigt af hinanden. En lang ”nål” af træ blev fastgjort i den frie ende af snoren. Med nålen i hånden kastede man knoglestykkerne på snoren op i luften og prøvede at fange enten så mange af dem eller en ganske bestemt af dem i hullet med nålen. Næsten udelukkende et spil for voksne kvinder.:30  Tilpasset lokale traditioner var spillet universelt blandt Nordamerikas indfødte folk inklusive inuitterne. Spillet minder om det europæiske ”kuglebæger”.:485 
Navnlig ældre kvinder gik op i at spille terninger med mærkede blommesten. Ofte spillede de om en pulje.:17 
Der var flere variationer af et udbredt og tidskrævende spil, hvor en siddende person eller et siddende hold (gerne mænd) skulle gætte, hvor modparten havde skjult en lille ting under én af fire mokkasiner på jorden foran dem (”mokkasin-spil”). Manden, der gemte genstanden, prøvede at forvirre de andre med små tricks, hurtige håndbevægelser og ved at nynne magiske melodier.:485  En sang brugt af lakotaen Gray Hawk under mokkasin-spillet lød: ”Du gættede forkert.”:487  Hvis genstanden blev holdt skjult i hånden, hed spillet naturligt nok ”hånd-spil”. Lejrens kvinder og børn var ofte tilskuere og sad i en kreds bag spillerne, der havde plads midt i en stor tipi.:20 